# Liste de films tournés dans le département de la Drôme
Un certain nombre d'œuvres cinématographiques et télévisuelles ont été tournés dans le département de la Drôme.
Voici une liste à compléter de films, téléfilms, feuilletons télévisés, films documentaires… tournés dans le département de la Drôme classés par commune et lieu de tournage et date de diffusion.

## Lieux à déterminer
- 2003 : Rencontre avec le dragon d'Hélène Angel

- Haut – A
- B
- C
- D
- E
- F
- G
- H
- I
- J
- K
- L
- M
- N
- O
- P
- Q
- R
- S
- T
- U
- V
- W
- X
- Y
- Z

## A
- Haut – A
- B
- C
- D
- E
- F
- G
- H
- I
- J
- K
- L
- M
- N
- O
- P
- Q
- R
- S
- T
- U
- V
- W
- X
- Y
- Z

- Aouste-sur-Sye
  - 2010 : L'Âge de raison de Yann Samuell

## B
- Haut – A
- B
- C
- D
- E
- F
- G
- H
- I
- J
- K
- L
- M
- N
- O
- P
- Q
- R
- S
- T
- U
- V
- W
- X
- Y
- Z

- Les Baronnies
  - 1992 : Les Années campagne de Philippe Leriche
- Beaumont-en-Diois
  - 2005 : Des enfants qui s'aiment de Gilles Volta
- Beauvallon
  - 1967 : Voyage à deux de Stanley Donen
- Bellecombe-Tarendol
  - 2002 : Les Diables de Christophe Ruggia
- Bésignan
  - 2007 : Le Fils de l'épicier de Éric Guirado
- Bouchet
  - 2003 : Travail d'arabe de Christian Philibert
- Boulc
  - 2005 : Des enfants qui s'aiment de Gilles Volta
- Bourg-lès-Valence
  - 1994 : Les Braqueuses de Jean-Paul Salomé
  - 2000 : Une femme d'extérieur de Christophe Blanc
  - 2010 : Une vie de chat film d'animation d'Alain Gagnol et Jean-Loup Felicioli[1]
  - 2013 : Tante Hilda long métrage d'animation de Jacques-Rémy Girerd[1]
- Buis-les-Baronnies
  - 1995 : Le Hussard sur le toit de Jean-Paul Rappeneau
  - 1996 : Ponette de Jacques Doillon

## C
- Haut – A
- B
- C
- D
- E
- F
- G
- H
- I
- J
- K
- L
- M
- N
- O
- P
- Q
- R
- S
- T
- U
- V
- W
- X
- Y
- Z

- Chabeuil
  - 1970 : Le Gendarme en balade de Jean Girault
  - 2000 : Une femme d'extérieur de Christophe Blanc
- Chamaret
  - 2016 : L'Ami, François d'Assise et ses frères de Renaud Fély
- Charols
  - 2010 : L'Âge de raison de Yann Samuell
- Châteauneuf-de-Bordette
  - 2002 : Les Diables de Christophe Ruggia
- Châteauneuf-du-Rhône
  - 1992 : Les Années campagne de Philippe Leriche
  - 2001 : Martha... Martha de Sandrine Veysset
- Châtillon-en-Diois
  - 2001 : Les Âmes fortes de Raoul Ruiz
  - 2005 : Des enfants qui s'aiment de Gilles Volta
  - 2016 : Knock de Lorraine Levy
- Chauvac-Laux-Montaux
  - 2007 : Le Fils de l'épicier de Éric Guirado
- Clansayes
  - 1993 : Tango de Patrice Leconte
- Cléon-d'Andran
  - 1992 : Les Années campagne de Philippe Leriche
- Colonzelle
  - 1992 : Les Années campagne de Philippe Leriche
  - Mon chat de Cécile Telerman
- Comps
  - 2001 : Les ames fortes de Raoul Ruiz
- Cornillon-sur-l'Oule
  - 2007 : Le Fils de l'épicier de Éric Guirado
- Crest
  - 1996 : Odyssée bidon téléfilm de Donald Kent
  - 1998 : L'Examen de minuit de Danièle Dubroux
  - 2010 : L'Âge de raison de Yann Samuell

## D
- Haut – A
- B
- C
- D
- E
- F
- G
- H
- I
- J
- K
- L
- M
- N
- O
- P
- Q
- R
- S
- T
- U
- V
- W
- X
- Y
- Z

- Die
  - 1992 : Les Années campagne de Philippe Leriche
- Dieulefit
  - 1998 : L'Examen de minuit de Danièle Dubroux
  - 1998 : série télévisée Louis la Brocante de Pierre Sisser[2]
  - 2014 : Monsieur Max et la rumeur de Jacques Malaterre
  - 2016 : Saint Amour de Benoit Delépine et Gustave Kervern
- Diois
  - 2009 : Gamines de Frédéric Mermoud
- Donzère
  - 2002 : Les Diables de Christophe Ruggia
  - 2009 : Adieu Gary de Nassim Amaouche

## E
- Haut – A
- B
- C
- D
- E
- F
- G
- H
- I
- J
- K
- L
- M
- N
- O
- P
- Q
- R
- S
- T
- U
- V
- W
- X
- Y
- Z

- Eymeux
  - 1974 : Les Valseuses de Bertrand Blier

## G
- Haut – A
- B
- C
- D
- E
- F
- G
- H
- I
- J
- K
- L
- M
- N
- O
- P
- Q
- R
- S
- T
- U
- V
- W
- X
- Y
- Z

- Grignan
  - 1997 : Le serre aux truffes téléfilm de Jacques Audoir
  - 2001 : Les Âmes fortes de Raoul Ruiz

## H
- Haut – A
- B
- C
- D
- E
- F
- G
- H
- I
- J
- K
- L
- M
- N
- O
- P
- Q
- R
- S
- T
- U
- V
- W
- X
- Y
- Z

- Hauterives
  - 2000 : Les Glaneurs et la Glaneuse de Agnès Varda[3]
- Hostun
  - 1974 : Les Valseuses de Bertrand Blier

## L
- Haut – A
- B
- C
- D
- E
- F
- G
- H
- I
- J
- K
- L
- M
- N
- O
- P
- Q
- R
- S
- T
- U
- V
- W
- X
- Y
- Z

- La Baume-Cornillane
  - 2006 : L'Homme de sa vie de Zabou Breitman
- La Bégude-de-Mazenc
  - 1993 : Roulez jeunesse ! de Jacques Fansten
- La Chapelle-en-Vercors
  - 2018 : Marche ou crève de Tatiana-Margaux Bonhomme
- La Garde-Adhémar
  - 1998 : Conte d'automne d'Éric Rohmer
- La Répara-Auriples
  - 2005 : Je vous trouve très beau d'Isabelle Mergault
- La Rochette-du-Buis
  - 1995 : Le Hussard sur le toit de Jean-Paul Rappeneau
- Larnage
  - 2003 : Effroyables Jardins de Jean Becker
- Lemps
  - 2007 : Le Fils de l'épicier de Éric Guirado
- Le Pègue
  - 1992 : La Crise de Coline Serreau
- Le Poët-en-Percip
  - 1996 : Ponette de Jacques Doillon
- Le Poët-Laval
  - 2001 : Les ames fortes de Raoul Ruiz
  - 2004 : Mariages ! de Valérie Guignabodet
  - 2016 : L'Ami, François d'Assise et ses frères de Renaud Fély
  - 2020 : Revenir de Jessica Palud
- Livron-sur-Drôme
  - 1976 : Calmos de Bertrand Blier[4]
- Loriol-sur-Drôme
  - 2001 : Du côté des filles de Françoise Decaux-Thomelet
- Luc-en-Diois
  - 2005 : Des enfants qui s'aiment de Gilles Volta
  - 2007 : Le Fils de l'épicier de Éric Guirado

## M
- Haut – A
- B
- C
- D
- E
- F
- G
- H
- I
- J
- K
- L
- M
- N
- O
- P
- Q
- R
- S
- T
- U
- V
- W
- X
- Y
- Z

- Malissard
  - 2000 : Une femme d'extérieur de Christophe Blanc
- Mirabel-aux-Baronnies
  - 1995 : Le Hussard sur le toit de Jean-Paul Rappeneau
  - 2005 : Le Goût des merveilles de Éric Besnard
- Mirmande
  - 2019 : L’Incroyable Histoire du Facteur Cheval de Nils Tavernier[5]
- Mollans-sur-Ouvèze
  - 1996 : Ponette de Jacques Doillon
  - 2000 : Deuxième Quinzaine de juillet de Christophe Reichert
- Montauban-sur-l'Ouvèze
  - 1996 : Ponette de Jacques Doillon
- Montélimar
  - 1955 : Le Printemps, l'Automne et l'Amour de Gilles Grangier
  - 1992 : Les Années campagne de Philippe Leriche
  - 1993 : Roulez jeunesse ! de Jacques Fansten
  - 1993 : Poisson-lune de Bertrand Van Effenterre
  - 1994 : Les Braqueuses de Jean-Paul Salomé
  - 1998 : Conte d'automne d'Éric Rohmer
  - 1998 : L'Examen de minuit de Danièle Dubroux
  - 2001 : Martha... Martha de Sandrine Veysset
  - 2001 : Du côté des filles de Françoise Decaux-Thomelet
  - 2003 : Je t'aime, je t'adore de Bruno Bontzolakis
  - 2004 : Mariages ! de Valérie Guignabodet
  - 2005 : Je vous trouve très beau d'Isabelle Mergault
  - 2005 : Le Goût des merveilles de Éric Besnard
  - 2009 : Le Missionnaire de Roger Delattre
  - 2016 : L'Ami, François d'Assise et ses frères de Renaud Fély
  - 2020 : Revenir de Jessica Palud
- Montélier
  - 2000 : Une femme d'extérieur de Christophe Blanc
- Montferrand-la-Fare
  - 2007 : Le Fils de l'épicier de Éric Guirado

## N
- Haut – A
- B
- C
- D
- E
- F
- G
- H
- I
- J
- K
- L
- M
- N
- O
- P
- Q
- R
- S
- T
- U
- V
- W
- X
- Y
- Z

- Nyons
  - 1992 : Les Années campagne de Philippe Leriche
  - 1995 : Le Hussard sur le toit de Jean-Paul Rappeneau
  - 2005 : Le Goût des merveilles de Éric Besnard
  - 2015 : Le Goût des merveilles de Éric Besnard

## P
- Haut – A
- B
- C
- D
- E
- F
- G
- H
- I
- J
- K
- L
- M
- N
- O
- P
- Q
- R
- S
- T
- U
- V
- W
- X
- Y
- Z

- Piégon
  - 2005 : Le Goût des merveilles de Éric Besnard
- Pierrelatte
  - 1993 : Tango de Patrice Leconte
  - 1998 : Conte d'automne d'Éric Rohmer
  - 2001 : Martha... Martha de Sandrine Veysset
  - 2002 : Les Diables de Christophe Ruggia
  - 2021 :  Mon chat de Cécile Telerman
- Pont-de-l'Isère
  - 2008 : Passe-passe de Tonie Marshall
- Portes-lès-Valence
  - 1988 : Drôle d'endroit pour une rencontre de François Dupeyron

## R
- Haut – A
- B
- C
- D
- E
- F
- G
- H
- I
- J
- K
- L
- M
- N
- O
- P
- Q
- R
- S
- T
- U
- V
- W
- X
- Y
- Z

- Rémuzat
  - 2007 : Le Fils de l'épicier de Éric Guirado
- Rochegude
  - 1993 : Le Château des Oliviers feuilleton télévisé de Nicolas Gessner
- Romans-sur-Isère
  - 1987 : De guerre lasse de Robert Enrico
  - 2000 : Une femme d'extérieur de Christophe Blanc

## S
- Haut – A
- B
- C
- D
- E
- F
- G
- H
- I
- J
- K
- L
- M
- N
- O
- P
- Q
- R
- S
- T
- U
- V
- W
- X
- Y
- Z

- Sahune
  - 2007 : Le Fils de l'épicier de Éric Guirado
- Saint-André-de-Rosans
  - 2007 : Le Fils de l'épicier de Éric Guirado
- Saint-Auban-sur-l'Ouvèze
  - 1996 : Ponette de Jacques Doillon
- Saint-Jean-en-Royans
  - 2001 : Une hirondelle a fait le printemps de Christian Carion
- Saint-Martin-en-Vercors
  - 2001 : Une hirondelle a fait le printemps de Christian Carion
  - 2002 : La Vie promise de Olivier Dahan
  - 2016 : Knock de Lorraine Levy
- Saint-Paul-Trois-Châteaux
  - 1995 : Le Hussard sur le toit de Jean-Paul Rappeneau
  - 1998 : Conte d'automne d'Éric Rohmer
  - 2001 : Martha... Martha de Sandrine Veysset
- Saint-Restitut
  - 2004 : Mariages ! de Valérie Guignabodet
- Saint Vallier
  - 2000 : Une femme d'extérieur de Christophe Blanc
  - 2008 : Passe-passe de Tonie Marshall
- Saou
  - 2003 : Rencontre avec le dragon de Hélène Angel
  - 2010 : L'Âge de raison de Yann Samuell
- Soyans
  - 2010 : L'Âge de raison de Yann Samuell
- Suze-la-Rousse
  - 2003 : Travail d'arabe de Christian Philibert

## T
- Haut – A
- B
- C
- D
- E
- F
- G
- H
- I
- J
- K
- L
- M
- N
- O
- P
- Q
- R
- S
- T
- U
- V
- W
- X
- Y
- Z

- Tain-l'Hermitage
  - 1947 : Les Amants du pont Saint-Jean d'Henri Decoin
  - 2000 : Une femme d'extérieur de Christophe Blanc
  - 2002 : L'Homme du train de Patrice Leconte[6]
- 2017 : Paris, etc. série télévisée de Zabou Breitman[7]
- Taulignan
  - 1998 : L'Examen de minuit de Danièle Dubroux
- Tulette
  - 2003 : Travail d'arabe de Christian Philibert

## V
- Haut – A
- B
- C
- D
- E
- F
- G
- H
- I
- J
- K
- L
- M
- N
- O
- P
- Q
- R
- S
- T
- U
- V
- W
- X
- Y
- Z

- Valaurie
  - 2002 : Les Diables de Christophe Ruggia
- Valence
  - 1968 : Les Cracks d'Alex Joffé
  - 1992 : Riens du tout de Cédric Klapisch
  - 1974 : Les Valseuses de Bertrand Blier
  - 1994 : Les Braqueuses de Jean-Paul Salomé
  - 1996 : Les Grands Ducs de Patrice Leconte
  - 2000 : Une femme d'extérieur de Christophe Blanc
  - 2001 : Du côté des filles de Françoise Decaux-Thomelet
  - 2005 : Je vous trouve très beau d'Isabelle Mergault
  - 2008 : Passe-passe de Tonie Marshall
  - 2009 : Dans tes bras de Hubert Gillet
  - 2011 : Toutes nos envies de Philippe Lioret
  - 2014 : Trois Cœurs de Benoît Jacquot
  - 2020 : Revenir de Jessica Palud
- Venterol
  - 1992 : Les Années campagne de Philippe Leriche
  - 2019 : Raoul Taburin de Pierre Godeau[8]
- Vesc
  - 2004 : Mariages ! de Valérie Guignabodet[9]
  - 1994 : Les Brouches de Alain Tasma
- Vinsobres
  - 2003 : Travail d'Arabe de Christian Philibert